# Drebbersches Moor
Das Drebbersche Moor ist ein Naturschutzgebiet im niedersächsischen Landkreis Diepholz. Benannt ist es nach dem 6 km südöstlich gelegenen Drebber, einer Gemeinde in der Samtgemeinde Barnstorf.

## Beschreibung
Das 100,0 Hektar große Naturschutzgebiet mit der Kennzeichen-Nummer NSG HA 125 liegt etwa 7 km nördlich des Diepholzer Stadtteils Aschen, östlich der B 69.
Es besteht zum Teil aus wenigen naturnahen Flächen des Großen Barnstorfer Moores und südlich angrenzenden, unterschiedlich intensiv genutzten Grünlandflächen. Zweck der Unterschutzstellung ist es, die naturnahen Flächen und die Abfolge der Biotoptypen zu erhalten und die extensive Nutzung von Feuchtgrünland zu entwickeln.
Das Naturschutzgebiet grenzt im Süden an das NSG HA 156 "Boller Moor und Lange Lohe" an.

## Geschichte
Mit Verordnung vom 24. November 1987 wurde das Gebiet „Drebbersches Moor“ zum Naturschutzgebiet erklärt. Zuständig ist der Landkreis Diepholz als untere Naturschutzbehörde.